# Лахвичі
Ла́хвичі — село в Україні, у Любешівській селищній громаді Камінь-Каширського району Волинської області.
Населення становить 498 осіб. Орган місцевого самоврядування — Любешівська селищна громада.

## Історія
7 листопада 2010 року (неділя) в Лахвичах відкрили й освятили новозбудований православний храм святого Миколая. Обряд освячення здійснив Архієпископ Волинський УПЦ КП Михаїл. Побудований храм на кошти парафії та пожертви громадян. Одного з найактивніших будівничих, військового пенсіонера Миколу Марчика, було нагороджено військовою відзнакою.

## Лахвичівська трагедія
У ніч з 18 на 19 грудня 1943 року (із суботи на неділю, перед Святим Миколаєм) радянські партизани вбили, закатували та спалили 48 мешканців та спалили село Лахвичі. Досі невідома кількість усіх загиблих. До цього часу не створено й повного поіменного списку всіх жертв цієї кривавої трагедії.

## Населення
Згідно з переписом УРСР 1989 року чисельність наявного населення села становила 535 осіб, з яких 254 чоловіки та 281 жінка.
За переписом населення України 2001 року в селі мешкало 489 осіб.

### Мова
Розподіл населення за рідною мовою за даними перепису 2001 року:
| Мова       | Відсоток |
| ---------- | -------- |
| українська | 99,80 %  |
| російська  | 0,20 %   |

## Постаті
- Марчик Борис Григорович (1972—2022) — солдат Збройних сил України, учасник російсько-української війни[6].
- Хвесик Михайло Артемович —  доктор економічних наук, професор, заслужений діяч науки і техніки України .